# Constantínos Apóstolos Doxiádis
Constantínos Apóstolos Doxiádis, em grego Κωνσταντίνος Απόστολος Δοξιάδης, (Asenovgrad, 14 de maio de 1913 — Atenas, 28 de junho de 1975) foi um importante arquiteto e urbanista grego.
Pioneiro da teoria equística, de planejamento urbano, Constantínos o principal responsável pelo projeto da capital do Paquistão, Islamabad, e, depois, de sua fusão linear com Rawalpindi. Liderou o movimento chamado equística, e formulou o conceito da ecumenópolis. É reputado pela sua elevada contribuição para o "alto" modernismo na arquitetura.

## Biografia
Constantínos nasceu em Asenovgrad, que até 1934 se chamava Stanimaka, na época pertencente ao Reino da Bulgária, em 1913. Era filho de Apostolos e Evanthia (Mezeviri) Doxiadis. Seu pai foi pediatra e Ministro dos Refugiados, Seguridade Social e da Saúde Pública, tendo organizado vários serviços sociais e de saúde em seu mandato, especialmente para crianças. Constantínos formou-se em arquitetura e engenharia pela Universidade Técnica Nacional de Atenas em 1935, e obteve um doutorado pela Universidade Técnica de Berlim, um ano depois.

## Carreira
Em 1937, ele foi indicado como diretor do escritório planejamento urbano da região metropolitana de Atenas e, durante a guerra (1940-1945) foi diretor do departamento regional e de planejamento urbano do Ministério de Obras Públicas, além de ter servido como cabo no Exército Grego. Durante a ocupação da cidade, ele foi chefe do movimento nacional de resistência, o Hephaestus, e também publicava uma revista chamada "Planejamento Regional, Urbano e Equistica", a única revista técnica clandestina publicada em territórios ocupados no mundo.
Na época da libertação da Grécia, em 1945, Constantínos deixou o exército e com o posto de capitão. Em seguida, viajou para San Francisco, para a conferência de paz, como membro da representação grega. Em 1945, ele trabalhou como representante grego na Inglaterra, França e Estados Unidos, empenhado em resolver problemas de reconstrução pós-guerra.
Entre 1945 e 1951, Constantínos foi um dos principais líderes da restauração dos tempos de paz na Grécia, primeiro com vice-secretário e depois como diretor-geral do Ministério de Habitação e Reconstrução (1945-48) e, subsequentemente, como coordenador ministerial do programa de reconstrução e vice-secretário do Ministério da Coordenação Social. Também foi chefe da delegação grega na conferência das Nações Unidas para Habitação, Planejamento e Reconstrução (1947) e chefe da delegação na Conferência de Reparações na Guerra Greco-Italiana (1949-50).
Em 1953, Constantínos fundou a Doxiadis Associates, empresa privada de consultoria em engenharia e arquitetura, com uma equipe de arquitetos com quem ele já tinha trabalho nos programas nacionais de reconstrução pós-guerra. A empresa cresceu rápido, chegando a ter escritórios em cinco continentes e projetos em mais de 40 países. Em 1958, Constantínos fundou a Athens Technological Organization (ATO) e em 1963 a Athens Center of Ekistics. De 1958 a 1971, ele lecionou os princípios da equistica na ATO, além de ser professor convidado em várias universidades dos Estados Unidos, bem como em Oxford e Dublin.
No Brasil, em 1964, foi o responsável pelo chamado Plano Doxiadis, de reformulação urbanística e de desenvolvimento do estado da Guanabara. Entre 1963 e 1964, foi representante grego em vários comitês das Nações Unidas, em Nova Iorque e chefe da sessão de problemas urbanos da conferência da ONU.

## Últimos anos e morte
Em seus últimos anos, Constantínos foi acometido pela esclerose lateral amiotrófica, o que levou a uma paralisia gradual, depois completa, em um período de três anos. Ainda assim, ele escrevia e analisava sua própria doença, na esperança de que viesse a ajudar aos médicos a melhor lutar contra ela. Constantínos morreu na manhã de 28 de junho de 1975, em sua casa em Atenas, aos 62 anos.

## Publicações de Doxiadis

### Livros
- Doxiadis, Constantinos A. (1960). Dynapolis The City Of The Future / Dynapolis, a cidade do futuro[4]
- Doxiadis, Constantinos A. (1966). Emergence and Growth of an Urban Region: The Developing Urban Detroit Area / Emergência e crescimento de uma região urbana: a área urbana em desenvolvimento de Detroit. Detroit: Detroit Edison.
- Doxiadis, Constantinos A. (1966). Urban Renewal and the Future of the American City / Renovação Urbana e o Futuro da Cidade Americana. Chicago: Serviço de Administração Pública.
- Doxiadis, Constantinos A. (1968). Ekistics: An Introduction to the Science of Human Settlements / Ekistics: Uma introdução à ciência dos assentamentos humanos. Nova York: Oxford University Press.
- Doxiadis, Constantinos A. (1974). Anthropopolis: City for Human Development / Antropópolis: Cidade para o Desenvolvimento Humano. Nova York: WW Norton.
- Doxiadis, Constantinos A.; Papaioannou, JG (1974). Ecumenopolis: The Inevitable City of the Future / Ecumenópolis: a cidade inevitável do futuro. Atenas: Athens Center of Ekistics.
- Doxiadis, Constantinos A. (1975). Building Entopia / Construindo Entopia. Atenas: Centro de Publicação de Atenas.
- Doxiadis, Constantinos A. (1976). Action for Human Settlements / Ação para Assentamentos Humanos. Nova York: WW Norton.

### Artigos de periódicos
- Doxiadis, Constantinos A. (1965). «On Linear Cities» (PDF). Town Planning Review. 36 (1). 1 páginas. doi:10.3828/tpr.36.1.f4148303n72753nm
- Doxiadis, Constantinos A. (1967). «Islamabad, the creation of a new capital». Town Planning Review. 38 (1). 35 páginas. doi:10.3828/tpr.38.1.70733287173p06k8
- Doxiadis, Constantinos A. (1968). «Man's Movement and His City». Science. 162 (3851): 326–334. PMID 17836649. doi:10.1126/science.162.3851.326

## Publicações sobre Doxiadis
- Kyrtsis, Alexandros-Andreas (2006). Constantinos A. Doxiadis: texts, design drawings, settlements. Athens: Ikaros
- Tsiambaos, Kostas (2018). From Doxiadis' Theory to Pikionis' Work: Reflections of Antiquity in Modern Architecture. London & New York: Routledge
- Amygdalou, K., Kritikos, C. G., Tsiambaos, K. (2018). The Future as a Project: Doxiadis in Skopje. Athens: Hellenic Institute of Architecture